# Landwirtschaftliche Sozialversicherung (1885)

Logo der LSV

Die Landwirtschaftlichen Sozialversicherungen (LSV) zusammen mit der Sozialversicherung für den Gartenbau bildeten in Deutschland bis zum 31. Dezember 2012 die Sozialversicherung für die selbständigen land- und forstwirtschaftlichen sowie gartenbaulichen Unternehmer, deren Ehegatten, mitarbeitende Familienangehörigen, Altenteiler (Rentner) sowie deren mitversicherte Angehörige (z. B. Kinder). Sie umfasste die Landwirtschaftlichen Berufsgenossenschaften (seit 1885), Landwirtschaftlichen Alterskassen (seit 1. Oktober 1957), Landwirtschaftlichen Krankenkassen (seit 1. Oktober 1972) und die landwirtschaftlichen Pflegekassen (seit 1. Januar 1995). Damit waren in diesem Sonderversicherungssystem alle für den Berufsstand relevanten Bereiche der Sozialversicherung über verschiedene Träger vereinigt.
Seit dem 1. Januar 2013 wird die soziale Sicherung für diese Versicherungszweige durch den bundesweit zuständigen Verbundträger, die Sozialversicherung für Landwirtschaft, Forsten und Gartenbau (SVLFG), sichergestellt.

## Organisation

### Die Versicherungsträger der LSV
Bis 2012 gab es in Deutschland neun selbständige Verwaltungsgemeinschaften, die die Aufgaben der LSV durch die landwirtschaftlichen Berufsgenossenschaften, Alters-, Kranken- und Pflegekassen im Interesse der Versicherten der jeweiligen Region wahrgenommen haben:

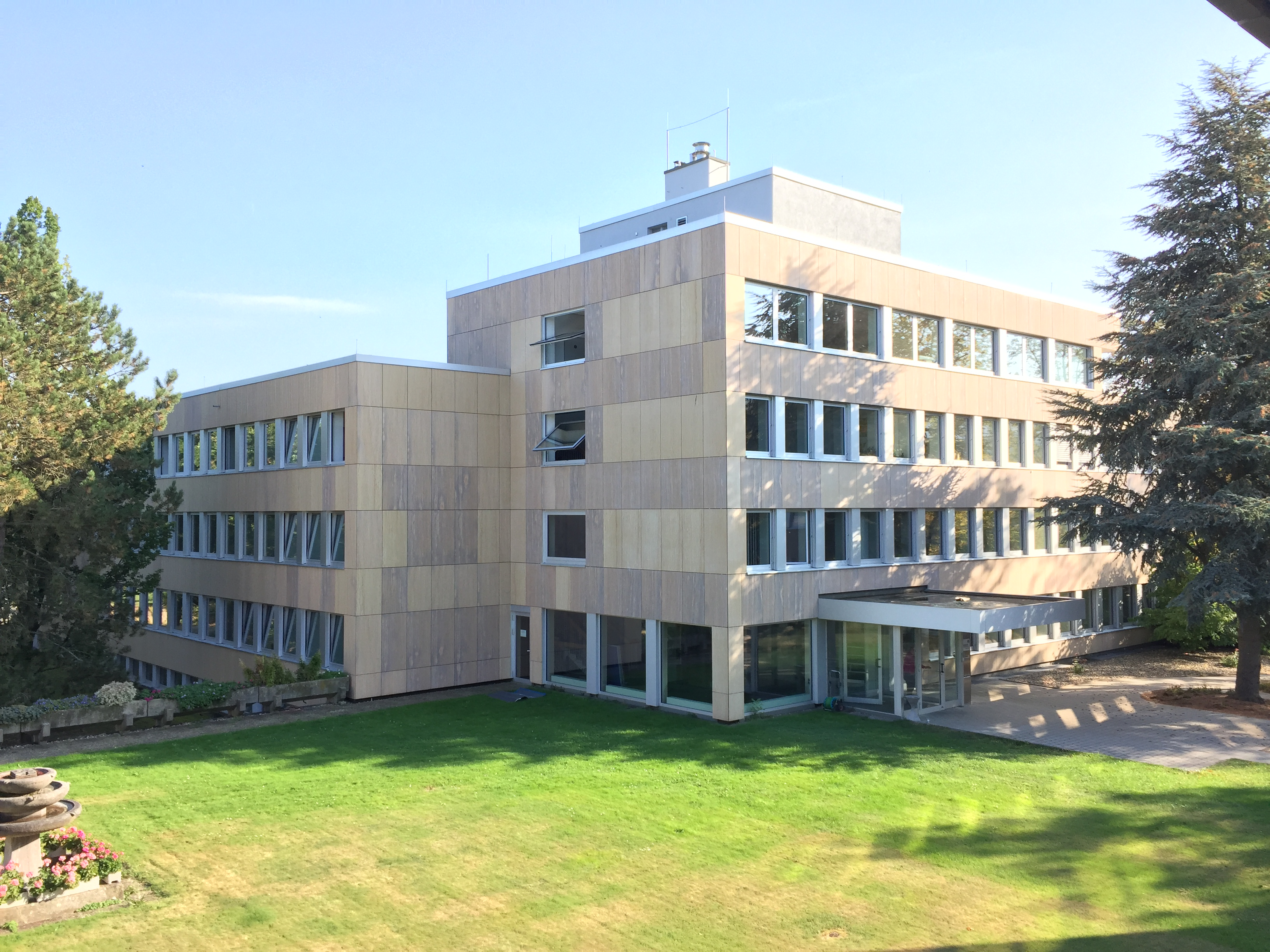
Hauptverwaltung in Kassel

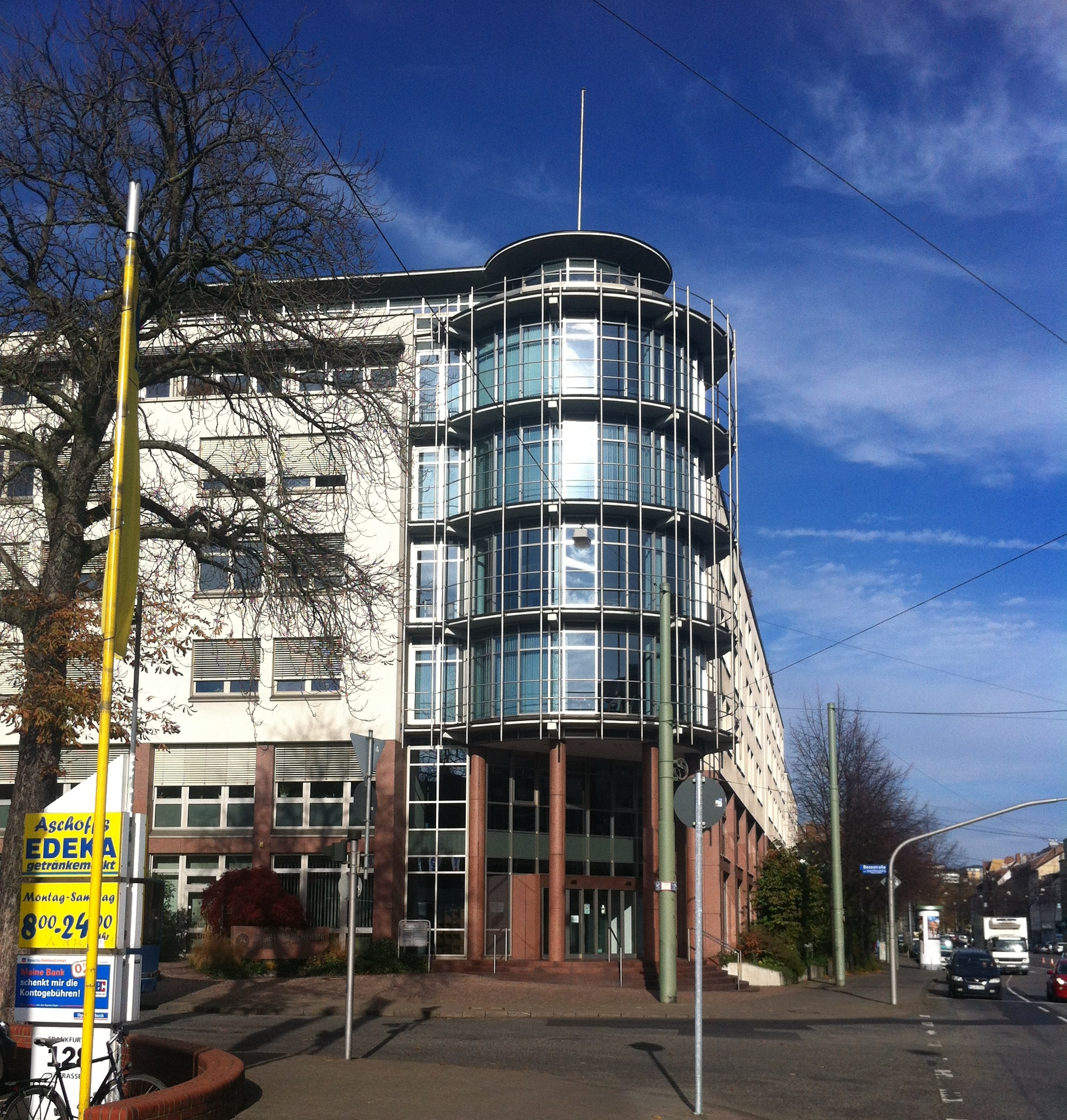
Verwaltungsgebäude in Kassel

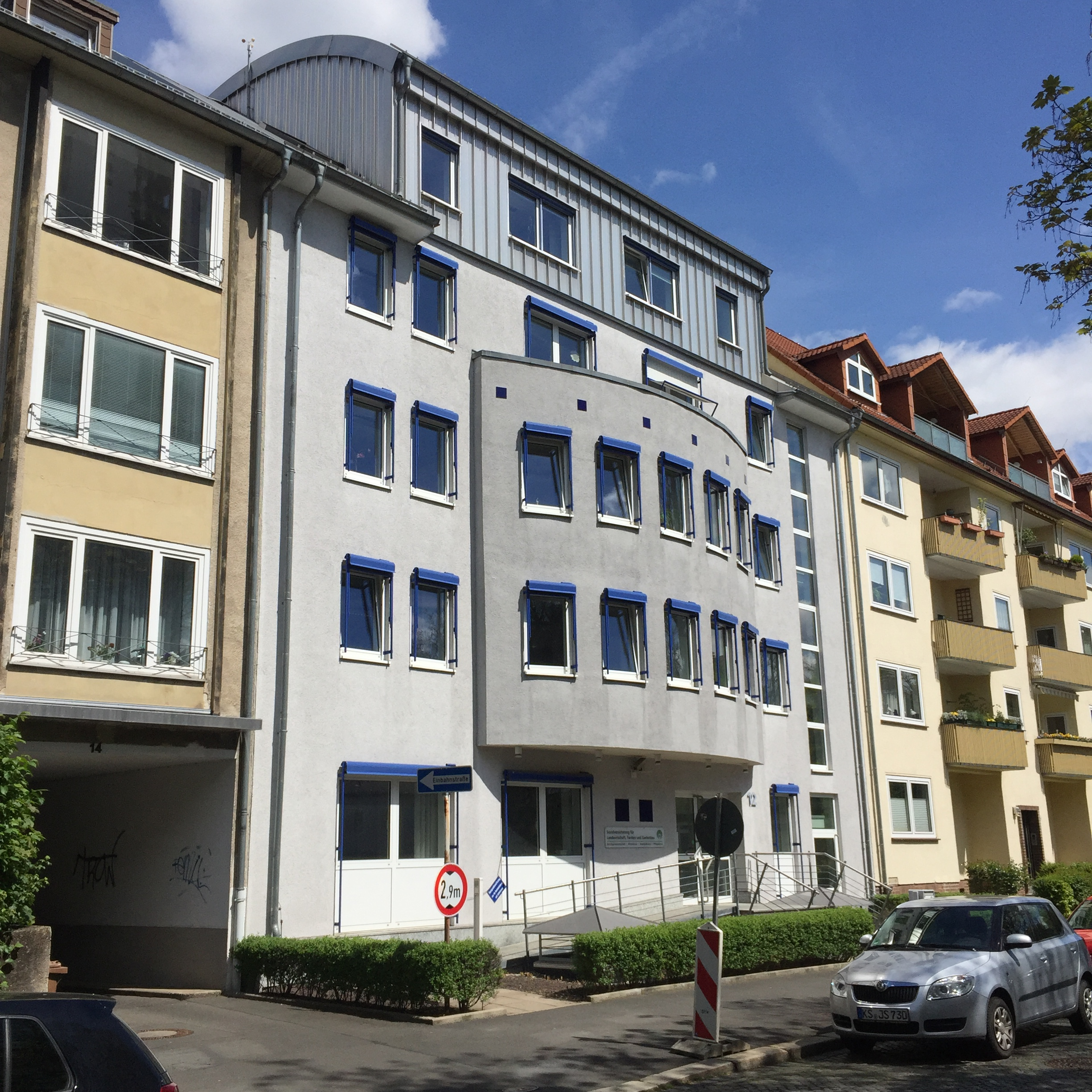
Verwaltungsgebäude in Kassel

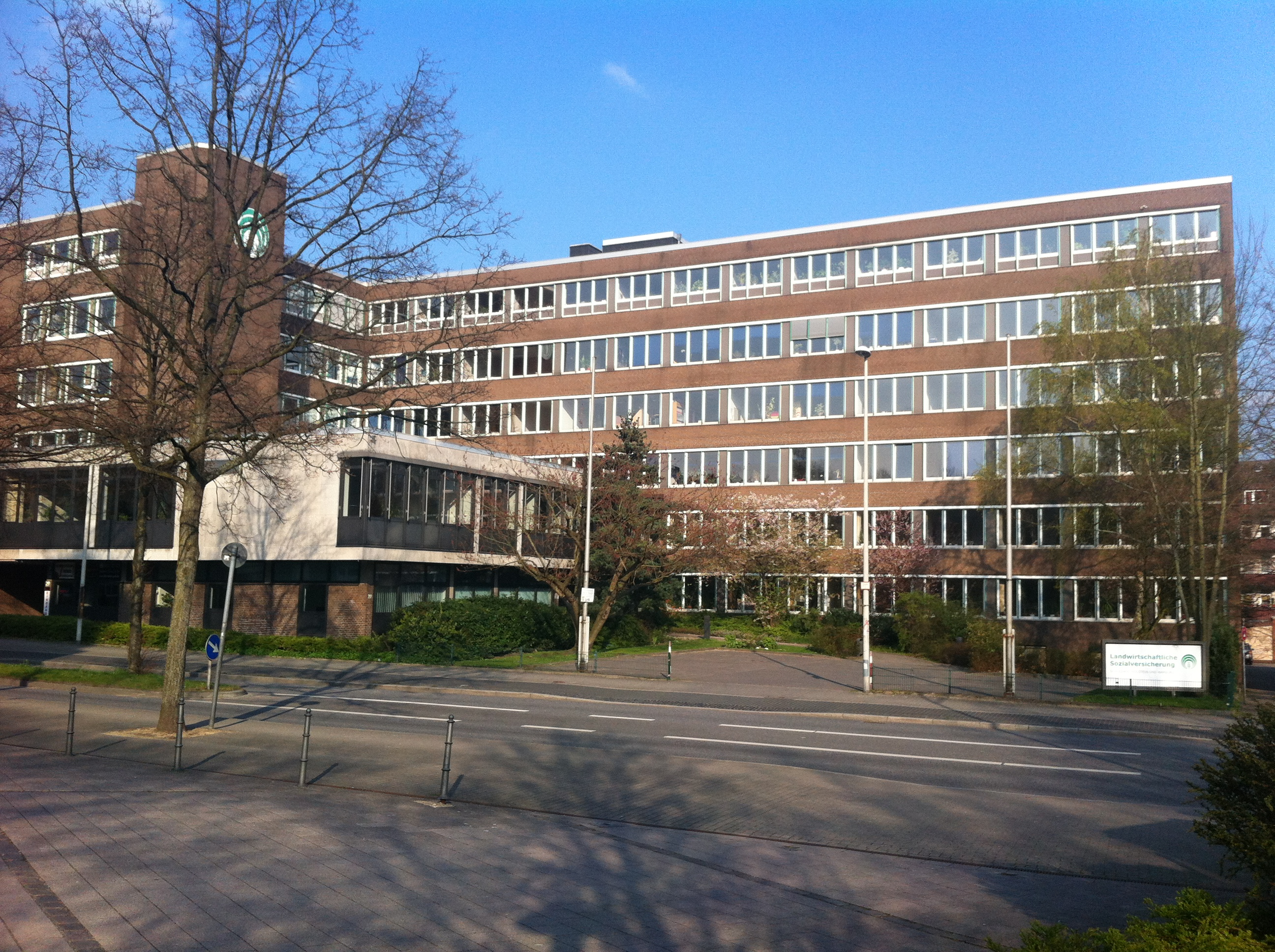
Verwaltungsgebäude in Kiel

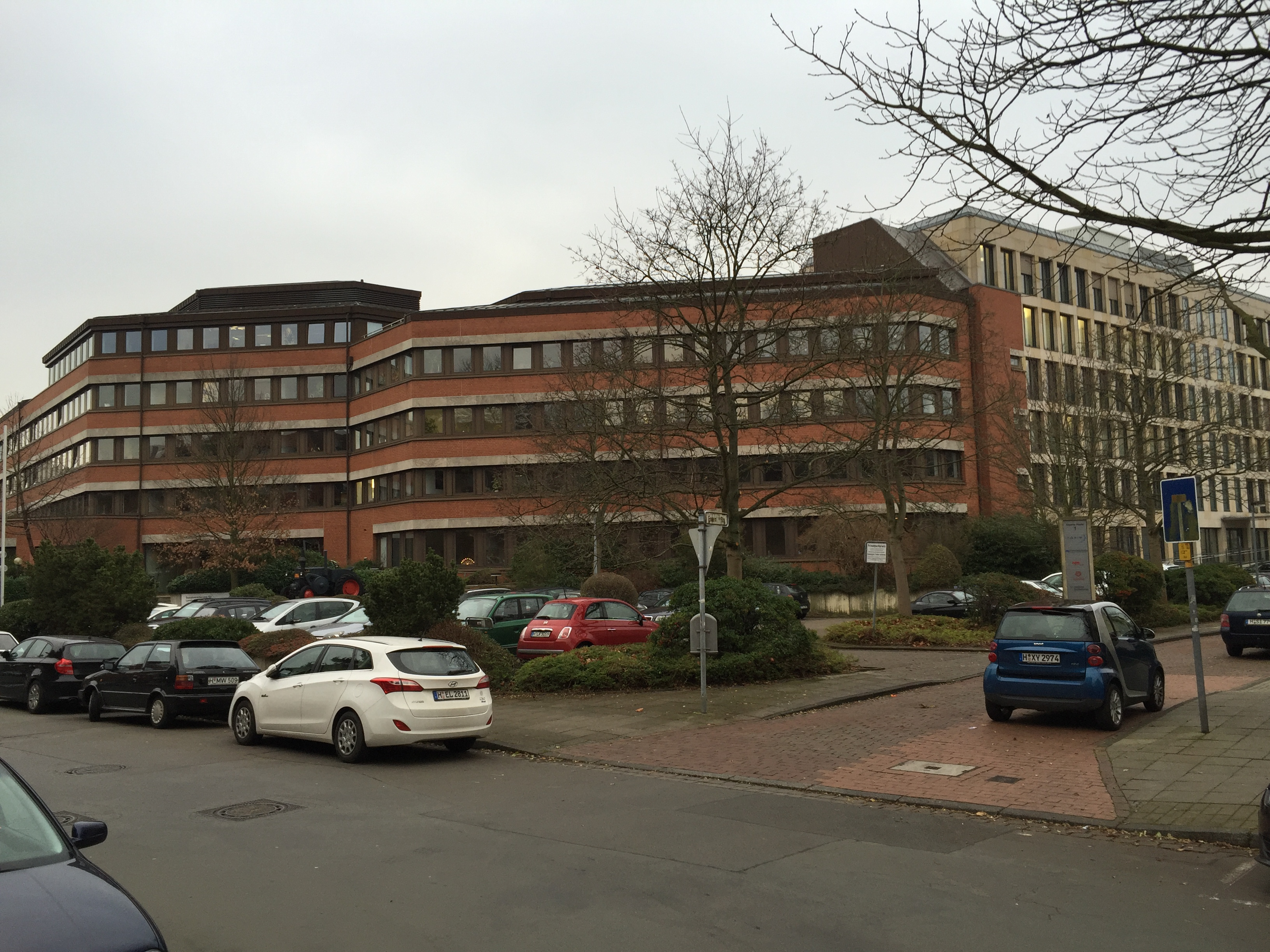
Verwaltungsgebäude in Hannover

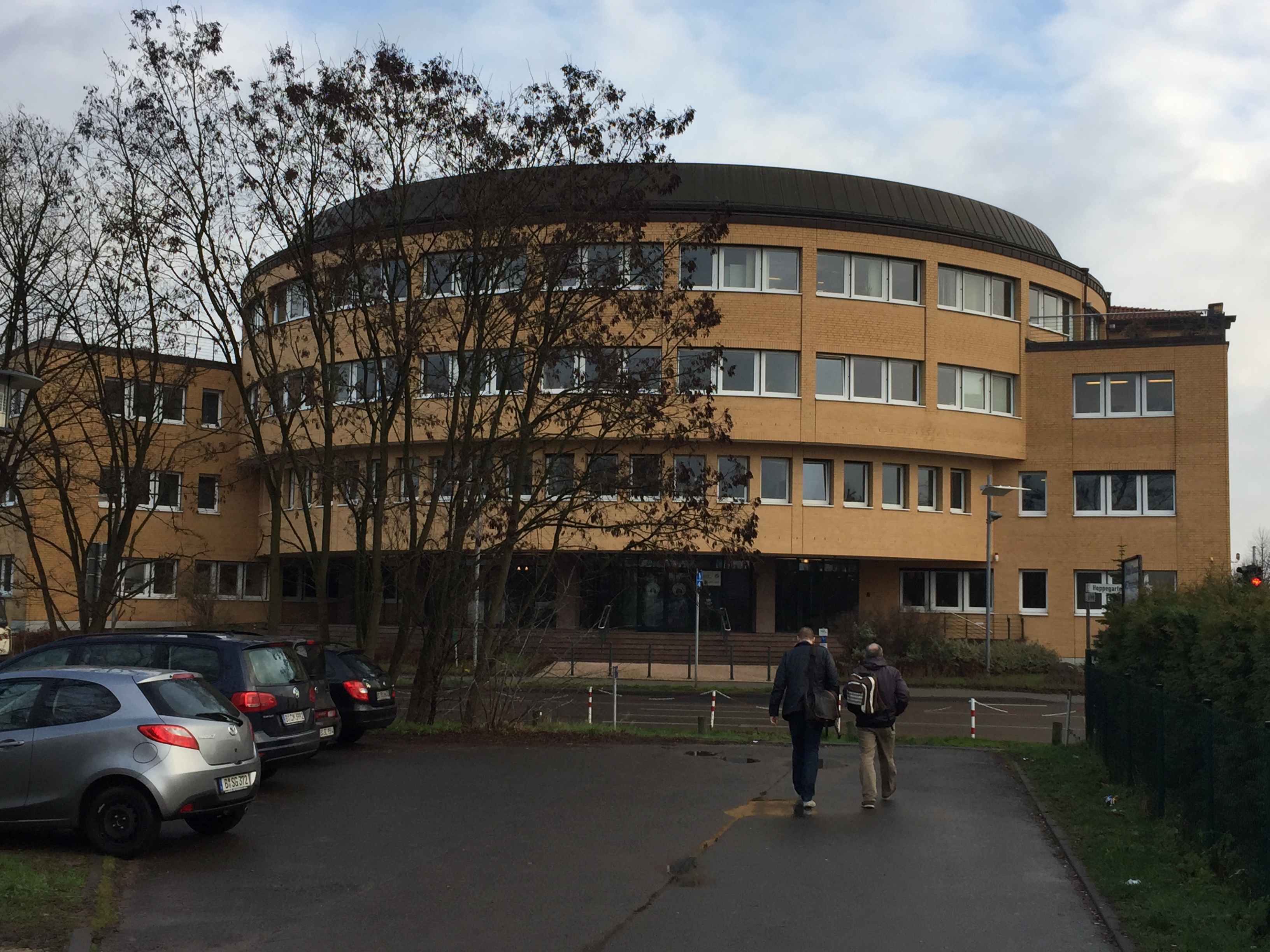
Verwaltungsgebäude in Hoppegarten

- LSV Schleswig-Holstein und Hamburg
- LSV Mittel- und Ostdeutschland
- LSV Niedersachsen-Bremen
- LSV Nordrhein-Westfalen
- LSV Hessen, Rheinland-Pfalz und Saarland
- LSV Baden-Württemberg
- LSV Franken und Oberbayern
- LSV Niederbayern, Oberpfalz und Schwaben
- Sozialversicherung für den Gartenbau

Die Berufsgenossenschaften, Alterskassen, Krankenkassen und Pflegekassen (Versicherungsträger) waren Körperschaften des öffentlichen Rechts mit Selbstverwaltung. Ihre Aufgaben wurden von den Selbstverwaltungsorganen, d. h. der jeweiligen Vertreterversammlung und dem Vorstand, wahrgenommen. Diese setzten sich aus gewählten Vertretern des Berufsstandes, i. d. R. aus Unternehmern, Arbeitgebern und Arbeitnehmern, zusammen. Die laufenden Verwaltungsgeschäfte wurden einheitlich je Verwaltungsgemeinschaft von einem Geschäftsführer (Direktor) wahrgenommen.
Diese regional orientierte Organisationsform stand 2011 zur Disposition. Berufsstand und Politik forderten angesichts der erheblichen Bundesmittel, die in das System flossen, eine Zentralisierung. Auf Länderebene war allerdings noch keine einheitliche Position gefunden worden. Zudem stand die Frage im Raum, ob ein derartiges Gesetz überhaupt der Zustimmung der Länder im Bundesrat bedurfte. Betroffen waren hiervon nicht nur Versicherte, Leistungsempfänger und Beitragszahler, sondern auch die Beschäftigten und das wirtschaftliche Umfeld der jeweiligen regionalen Träger (Zulieferer, Dienstleister, Einzelhandel usw. bis hin zu politischen Einflussnahmemöglichkeiten der verschiedenen Interessenvertretungen im Rahmen der dann nicht mehr regional möglichen Selbstverwaltung).
Seit dem 28. September 2011 lag ein Referentenentwurf der Bundesregierung und seit dem 2. November 2011 der Regierungsentwurf eines Gesetzes zur Neuordnung der Organisation der landwirtschaftlichen Sozialversicherung (LSV-NOG) vor, der die Bildung einer bundesunmittelbaren Körperschaft des öffentlichen Rechts vorsah, in der die einzelnen Träger sowie der Spitzenverband ab 1. Januar 2013 eingegliedert werden sollten. Umgesetzt wurde diese mit der Auflösung der bisherigen Träger und des Spitzenverbandes einhergehende Eingliederung in einem Übergangszeitraum bis zum 31. Dezember 2017. Der neue Sozialversicherungsträger trägt den Namen Sozialversicherung für Landwirtschaft, Forsten und Gartenbau.
Am 5. Dezember 2011 hatte der Bundesrat die Gesetzesvorlage auf der Tagesordnung. Er forderte insbesondere die Berücksichtigung regionaler Gegebenheiten, die Betreuung der Versicherten vor Ort, die Begleitung der Übergangszeit durch gesetzlich verankerte Bundesmittel und den sozialverträglichen Schutz der Mitarbeiter ein.
Am 2. März 2012 hatte das Gesetz ohne Anrufung des Vermittlungsausschusses den Bundesrat passiert und ist schließlich am 18. April 2012 im Bundesgesetzblatt verkündet worden (BGBl. I S. 579).

### Der Spitzenverband der LSV
Der zum 1. Januar 2009 neu gegründete Spitzenverband der landwirtschaftlichen Sozialversicherung (LSV-SpV) – hervorgegangen aus dem Bundesverband der landwirtschaftlichen Berufsgenossenschaften (BLB), dem Gesamtverband der landwirtschaftlichen Alterskassen (GLA) und dem Bundesverband der landwirtschaftlichen Krankenkassen (BLK) – war eine bundesunmittelbare Körperschaft des öffentlichen Rechts mit Selbstverwaltung, dem die einzelnen Landwirtschaftlichen Berufsgenossenschaften, Alters-, Kranken- und Pflegekassen als Mitglieder angehörten. Im Verbandsvorstand war jede der Verwaltungsgemeinschaften vertreten.
Aufgabe des Spitzenverbands war es, die einzelnen Träger bei der Wahrnehmung ihrer Interessen und Aufgaben zu unterstützen, um insbesondere eine einheitliche Rechtsanwendung und sparsame Mittelverwendung sicherzustellen. Durch das Gesetz zur Modernisierung des Rechts der LSV (LSVMG) wurde er verpflichtet, weitergehende Grundsatz- und Querschnittsaufgaben, wie z. B. die Informationstechnik, die Vertretung gegenüber der Politik und anderen nationalen wie internationalen Sozialpartnern, Regressangelegenheiten etc. wahrzunehmen. Finanziert wurde der Spitzenverband über ein Umlageverfahren durch die einzelnen regionalen Träger.
Diese Aufgaben werden seit dem 1. Januar 2013 nunmehr durch die Bundesbehörde SVLFG wahrgenommen.

## Rechtliche Grundlagen
Die rechtliche Beurteilung der Versicherungsverhältnisse sowie die Leistungsgewährung lagen in den Händen der einzelnen Träger der LSV. Sie beruhen nach wie vor auf speziellen Gesetzen. Dies sind für die landwirtschaftlichen Berufsgenossenschaften das SGB VII, für die landwirtschaftlichen Alterskassen  das ALG, für die landwirtschaftlichen Krankenkassen das KVLG 1989 und für die (landwirtschaftlichen) Pflegekassen das Elfte Buch Sozialgesetzbuch.

## Finanzierung
Die Mittel der LSV werden durch Beiträge, Bundesmittel und sonstige Einnahmen aufgebracht. Die Bemessungsgrundlagen der verschiedenen Zweige der LSV sind unterschiedlich:
- in der Unfallversicherung werden die Beiträge in Form eines nachträglichen Umlageverfahrens auf Basis der bewirtschafteten Kulturarten, der verschiedenen Bewirtschaftungsformen und Flächengröße sowie nach Risikokriterien erhoben
- in der Alterssicherung gilt ein Einheitsbeitrag, der durch Zuschüsse – abhängig vom Einkommen und Familienstand – gemindert werden kann
- in der Krankenversicherung erfolgt die Bemessung der Beiträge ebenfalls auf Basis der bewirtschafteten Kulturarten und Flächengröße (jedoch ohne Risikofaktoren wie in der Unfallversicherung) in Beitragsklassen (anders, als in der allgemeinen Krankenversicherung, in der die Beiträge nach einem Beitragssatz ermittelt werden, auch Zusatzbeiträge oder den ab 1. Januar 2011 in Kraft tretenden Sozialausgleich gibt es dort nicht, da die Landwirtschaftliche Krankenversicherung als berufsständisch orientiertes System nicht am Gesundheitsfonds beteiligt ist). Daneben sind Renten der gesetzlichen Rentenversicherung, rentenähnliche Einnahmen (sog. Versorgungsbezüge, z. B. Pensionen) und – wenn neben Rente und/oder Versorgungsbezug – Einnahmen aus einer außerhalb der Landwirtschaft ausgeübten selbständigen Erwerbstätigkeit beitragspflichtig.
- in der Pflegeversicherung durch einen prozentualen Zuschlag auf den Krankenversicherungsbeitrag sowie prozentuale Beiträge aus den oben genannten Renten, Versorgungsbezügen und außerlandwirtschaftlichem Einkommen aus selbständiger Erwerbstätigkeit

Im Jahr 2009 hat die LSV etwa 6,2 Milliarden Euro aufgewendet. Hiervon wurden knapp 4 Milliarden aus Steuermitteln aufgebracht. Der Anteil der Bundesmittel wird in 2010 auf etwa 3,7 Milliarden Euro zurückgehen.

## Aus- und Fortbildung in der LSV
Aufgabe des Spitzenverbandes der landwirtschaftlichen Sozialversicherung war auch die Aus- und Fortbildung der Mitarbeiter des Verbandes und der Versicherungsträger. Dazu unterhält nun die SVLFG ein Ausbildungszentrum, das in erster Linie die umfassende Aus- und Fortbildung des mittleren und des gehobenen nichttechnischen Verwaltungsdienstes gewährleistet. Der mittlere Verwaltungsdienst wird am Verwaltungsseminar der SVLFG ausgebildet. Grundlage dieser Ausbildung sind die Vorschriften der „Ausbildungsordnung für Sozialversicherungsfachangestellte“ (AOSozV).
Bewerber für den gehobenen Dienst absolvieren ein 3-jähriges Studium am Fachbereich „Landwirtschaftliche Sozialversicherung“, einem der Fachbereiche der Fachhochschule des Bundes für öffentliche Verwaltung. Schwerpunkte des Studiums sind die späteren Arbeitsfelder des gehobenen Dienstes wie z. B. die Beurteilung von Versicherungsverhältnissen und Leistungsansprüchen sowie deren Finanzierung, aber auch Tätigkeitsbereiche in der allgemeinen Verwaltung der Träger (Organisation, Personal, Haushalt). Neben den fachspezifischen Studieninhalten wird dabei umfangreiches Wissen in den Bereichen Staats- und Verfassungsrecht, Zivilrecht, Verwaltungsrecht, Wirtschaftspolitik, Volkswirtschaftslehre, Betriebswirtschaftslehre, öffentliche Finanzwirtschaft etc. vermittelt. Da der Erwerb der Kenntnisse und Fähigkeiten im dualen System erfolgt, erstreckt sich das Studium im jeweils mehrmonatigen Wechsel sowohl auf Zeiten am Fachbereich (theoretischer Teil) als auch auf Zeiten bei den Versicherungsträgern (fachpraktischer Teil). Die erfolgreiche Ablegung der Diplomprüfung führt zur Verleihung des akademischen Grades „Diplomverwaltungswirt/in (FH)“. Zum 1. Oktober 2010 studierten dort 114 Studenten (1. Oktober 2009: 83 Studenten).
Das Internat des Ausbildungszentrums unterhält 60 Einzelzimmer, die mit Dusche/WC, TV und WLAN ausgestattet sind. In acht Hörsälen können gleichzeitig bis zu 160 Personen unterrichtet werden. Daneben steht den Lernenden und Lehrenden ein PC-Schulungsraum sowie eine umfangreiche Bibliothek zur Verfügung.
Zusammen mit der Gruppe der BG-Kliniken gibt die LSV die wissenschaftliche Zeitschrift „Trauma und Berufskrankheit“ heraus.